# 崔勇 (三国演义)
崔勇，是《三国演义》中的虚构人物，郭汜的部将。
汉献帝一行从李傕手中逃出，郭汜派崔勇等人率兵追赶。到華阴县将要追上。楊奉率兵出現，守護献帝一行。崔勇从郭汜大軍中一马跃出，大罵楊奉逆賊。楊奉大怒，回顾阵中，呼出部将徐晃。这是徐晃在书中第一次登场。徐晃手执大斧，迎战崔勇，两马相交，只一合，斩崔勇于马下。楊奉攻打郭汜軍，使其退却二十余里。